# Leo Sexton
Leo Joseph Sexton (27. srpna 1909 Danvers, Massachusetts — 6. září 1968 Perry Oklahoma) byl americký atlet, olympijský vítěz ve vrhu koulí.
Na olympiádě v Los Angeles v roce 1932 zvítězil v soutěži koulařů výkonem rovných 16 metrů v posledním pokusu a vytvořil tak nový olympijský rekord. Krátce nato, 27. srpna 1932, zlepšil světový rekord ve vrhu koulí na 16,17 m (ten však vydržel jen měsíc, kdy ho překonal František Douda o 3 centimetry).
Sexton byl mistrem USA ve vrhu koulí v roce 1932, v hodě břemenem v letech 1930 až 1932.